# Laurent Imbert
Laurent-Joseph-Marius Imbert MEP (* 23. März 1796 in Marignane; † 21. September 1839 bei Seoul) war ein französischer römisch-katholischer Missionar und Bischof. Er wurde 1984 heiliggesprochen.

## Leben
Laurent Imbert trat der Pariser Mission bei, studierte in Aix-en-Provence und empfing am 18. Dezember 1819 die Priesterweihe. Er wirkte ab 1820 in Sichuan, ehe er zwischen 1821 und 1825 in Singapur, Malaysia und Macao tätig war. Nachdem die Kongregation De Propaganda Fide ihn für Missionstätigkeiten in Korea vorgeschlagen hatte, entschloss sich Imbert freiwillig, diesem Auftrag nachzukommen.
Papst Gregor XVI. ernannte ihn am 26. April 1836 zum Titularbischof von Capsus und zum Apostolischen Vikar von Korea. Am 14. Mai 1837 empfing er in Sichuan die Bischofsweihe. Im Dezember 1837 erreichte er Korea. Während Imberts Wirken stieg die Zahl der Katholiken in Korea von ca. 6.000 auf knapp 10.000. Im Februar 1839 setzten in Korea Christenverfolgungen ein, sodass der Apostolische Vikar in Suwon bei einem dort lebenden Katecheten untertauchen musste.
Am 11. August 1839 stellte sich Imbert den Regierungsbeamten, um weitere Verhaftungen unter den Katholiken des Landes zu vermeiden. Trotz der Anwendung von Folter schwor er seinem Glauben nicht ab. Am 21. September 1839 wurden er und zwei weitere französische Missionare durch Enthauptung in Saenamteo, einem Areal nördlich des damaligen Stadtgebiets von Seoul, hingerichtet.

## Selig- und Heiligsprechung
Laurent Imberts Kanonisation wurde bereits im September 1857 initiiert. Papst Pius XI. sprach ihn 1925 selig. Am 6. Mai 1984 wurde er durch Johannes Paul II., der auf einer Reise durch Asien war, in Seoul gemeinsam mit 102 weiteren koreanischen Märtyrern heiliggesprochen. Imberts Gedenktag ist der 21. September, der Tag seiner Hinrichtung. Das Areal Saenamteo, auf dem die Hinrichtung stattfand, ist heute eine Gedenk- und Wallfahrtsstätte.